# Mns Udeung
Mns Udeung is een bestuurslaag in het regentschap Pidie Jaya van de provincie Atjeh, Indonesië. Mns Udeung telt 1116 inwoners (volkstelling 2010).